# Louie Lawless
Louie Edward Lawless (* im August 1942 in Penticton, British Columbia) ist ein kanadischer Schauspieler, Filmproduzent, Filmregisseur und Kameramann. Er begann in den 1970er Jahren als Filmproduzent unter dem Pseudonym Leo Rivers.

## Leben
Lawless wuchs auf einer Farm in Bridesville in British Columbia mit mehreren Geschwistern auf. Nach der Schule lebte er in Hollywood, wo er verschiedene Lehrgänge im Bereich Film besuchte. Ab den 1970er Jahren gehörte er zu einem Filmproduktionsteam. Unter dem Pseudonym war er an den Filmen Black Angels... die sich selbst zerfleischen, Draculas lüsterne Vampire und der Dokumentation Manson beteiligt. Letztere wurde bei der Oscarverleihung 1973 in der Kategorie Bester Film nominiert. 1977 war er das erste und letzte Mal als Schauspieler in dem Film Planet der Dinosaurier zu sehen.
Von 1985 bis 1994 lehrte er an der Victoria Motion Picture School Schauspiel- und Regie. 1994 ging er zurück nach Kanada.

## Filmografie

### Schauspieler
- 1977: Planet der Dinosaurier (Ferocious Planet)

### Produzent
- 1970: Black Angels... die sich selbst zerfleischen (Black Angels)
- 1971: Draculas lüsterne Vampire (Guess What Happened to Count Dracula?)
- 1973: Manson
- 1978: Shame, Shame on the Bixby Boys
- 1989: Mind Games
- 1995: Entführt und gepeinigt 2 – Ferien des Grauens (Abducted II: The Reunion)
- 2006: Unrepentant: Kevin Annett and Canada’s Genocide
- 2010: The Diary
- 2013: Behind The Red Serge

### Regie
- 2006: Unrepentant: Kevin Annett and Canada’s Genocide
- 2010: The Diary
- 2013: Behind The Red Serge